# Golden State Warriors 2021-2022
La stagione 2021-2022 dei Golden State Warriors è stata la 76ª stagione della franchigia nella NBA.

## Draft
| Giro | Scelta | Giocatore        | Ruolo | Nazionalità  | Università/Squadra  |
| ---- | ------ | ---------------- | ----- | ------------ | ------------------- |
| 1    | 7      | Jonathan Kuminga | AP/AG | RD del Congo | NBA G League Ignite |
| 1    | 14     | Moses Moody      | P     | Stati Uniti  | Arkansas Razorbacks |

## Roster
| \| Pos. \| Num. \| Naz. \| Nome \| Altezza \| Peso \| Data nascita \| Provenienza \| \| ---- \| ---- \| ------------------------------------------- \| ---------------------------- \| ------- \| ------ \| ------------ \| ------------------------ \| \| C \| 8 \| Serbia (bandiera) \| Bjelica, Nemanja \| 208 cm \| 106 kg \| 1988-05-09 \| Košarkaški klub Partizan \| \| G \| 2 \| Stati Uniti (bandiera) \| Chiozza, Chris (TW) \| 180 cm \| 79 kg \| 1995-11-21 \| Florida Gators \| \| G \| 30 \| Stati Uniti (bandiera) \| Curry, Stephen (C) \| 191 cm \| 84 kg \| 1988-03-14 \| Davidson \| \| A \| 23 \| Stati Uniti (bandiera) \| Green, Draymond \| 198 cm \| 104 kg \| 1990-03-04 \| Michigan State \| \| G/AP \| 9 \| Stati Uniti (bandiera) \| Iguodala, Andre \| 198 cm \| 97 kg \| 1984-01-28 \| Arizona \| \| A \| 00 \| RD del Congo (bandiera) \| Kuminga, Jonathan \| 201 cm \| 102 kg \| 2002-10-06 \| Huntington Prep School \| \| G/AP \| 1 \| Stati Uniti (bandiera) \| Lee, Damion \| 196 cm \| 95 kg \| 1992-10-21 \| Louisville \| \| A \| 5 \| Stati Uniti (bandiera) \| Looney, Kevon \| 206 cm \| 101 kg \| 1996-02-06 \| UCLA \| \| G \| 0 \| Stati Uniti (bandiera) \| Moody, Moses \| 198 cm \| 93 kg \| 2002-05-31 \| Arkansas \| \| G \| 0 \| Stati Uniti (bandiera) \| Payton, Gary \| 191 cm \| 88 kg \| 1992-12-01 \| Oregon State \| \| G \| 3 \| Stati Uniti (bandiera) \| Poole, Jordan \| 193 cm \| 88 kg \| 1999-06-19 \| Michigan \| \| AP \| 32 \| Stati Uniti (bandiera) \| Porter, Otto \| 203 cm \| 90 kg \| 1993-06-03 \| Georgetown \| \| G \| 11 \| Stati Uniti (bandiera) \| Thompson, Klay \| 198 cm \| 98 kg \| 1990-02-08 \| Washington State \| \| AP \| 95 \| Messico (bandiera) · Stati Uniti (bandiera) \| Toscano, Juan \| 198 cm \| 95 kg \| 1993-04-10 \| Marquette \| \| G \| 15 \| Stati Uniti (bandiera) \| Weatherspoon, Quinndary (TW) \| 193 cm \| 94 kg \| 1996-09-10 \| Mississippi \| \| AP \| 22 \| Canada (bandiera) \| Wiggins, Andrew \| 201 cm \| 89 kg \| 1995-02-23 \| Kansas \| \| C \| 33 \| Stati Uniti (bandiera) \| Wiseman, James \| 213 cm \| 109 kg \| 2001-03-31 \| Memphis \| | Allenatore - Steve Kerr Assistente/i - Ron Adams - Mike Brown - Jarron Collins - Bruce Fraser Legenda - (C) Capitano - (FA) Free agent - (S) Sospeso - (TW) Contratto Two-way - (GL) Assegnato a squadra G League affiliata - Infortunato Roster • Transazioni · Ultima transazione: 6 aprile 2022 |                                             |                              |         |        |              |                          |
| Pos. | Num. | Naz.                                        | Nome                         | Altezza | Peso   | Data nascita | Provenienza              |
| C | 8 | Serbia (bandiera)                           | Bjelica, Nemanja             | 208 cm  | 106 kg | 1988-05-09   | Košarkaški klub Partizan |
| G | 2 | Stati Uniti (bandiera)                      | Chiozza, Chris (TW)          | 180 cm  | 79 kg  | 1995-11-21   | Florida Gators           |
| G | 30 | Stati Uniti (bandiera)                      | Curry, Stephen (C)           | 191 cm  | 84 kg  | 1988-03-14   | Davidson                 |
| A | 23 | Stati Uniti (bandiera)                      | Green, Draymond              | 198 cm  | 104 kg | 1990-03-04   | Michigan State           |
| G/AP | 9 | Stati Uniti (bandiera)                      | Iguodala, Andre              | 198 cm  | 97 kg  | 1984-01-28   | Arizona                  |
| A | 00 | RD del Congo (bandiera)                     | Kuminga, Jonathan            | 201 cm  | 102 kg | 2002-10-06   | Huntington Prep School   |
| G/AP | 1 | Stati Uniti (bandiera)                      | Lee, Damion                  | 196 cm  | 95 kg  | 1992-10-21   | Louisville               |
| A | 5 | Stati Uniti (bandiera)                      | Looney, Kevon                | 206 cm  | 101 kg | 1996-02-06   | UCLA                     |
| G | 0 | Stati Uniti (bandiera)                      | Moody, Moses                 | 198 cm  | 93 kg  | 2002-05-31   | Arkansas                 |
| G | 0 | Stati Uniti (bandiera)                      | Payton, Gary                 | 191 cm  | 88 kg  | 1992-12-01   | Oregon State             |
| G | 3 | Stati Uniti (bandiera)                      | Poole, Jordan                | 193 cm  | 88 kg  | 1999-06-19   | Michigan                 |
| AP | 32 | Stati Uniti (bandiera)                      | Porter, Otto                 | 203 cm  | 90 kg  | 1993-06-03   | Georgetown               |
| G | 11 | Stati Uniti (bandiera)                      | Thompson, Klay               | 198 cm  | 98 kg  | 1990-02-08   | Washington State         |
| AP | 95 | Messico (bandiera) · Stati Uniti (bandiera) | Toscano, Juan                | 198 cm  | 95 kg  | 1993-04-10   | Marquette                |
| G | 15 | Stati Uniti (bandiera)                      | Weatherspoon, Quinndary (TW) | 193 cm  | 94 kg  | 1996-09-10   | Mississippi              |
| AP | 22 | Canada (bandiera)                           | Wiggins, Andrew              | 201 cm  | 89 kg  | 1995-02-23   | Kansas                   |
| C | 33 | Stati Uniti (bandiera)                      | Wiseman, James               | 213 cm  | 109 kg | 2001-03-31   | Memphis                  |

### Division
| Pacific Division   | V  | S  | V%   | PR   | Casa  | Trasf | Div  | PG |
| ------------------ | -- | -- | ---- | ---- | ----- | ----- | ---- | -- |
| z – Phoenix Suns   | 64 | 18 | .780 | 0,0  | 32–9  | 32–9  | 10–6 | 82 |
| x – G.S. Warriors  | 53 | 29 | .646 | 11,0 | 31–10 | 22–19 | 12–4 | 82 |
| pi – L.A. Clippers | 42 | 40 | .512 | 22,0 | 25–16 | 17–24 | 9–7  | 82 |
| L.A. Lakers        | 33 | 49 | .402 | 31,0 | 21–20 | 12–29 | 3–13 | 82 |
| Sacramento Kings   | 30 | 52 | .366 | 34,0 | 16–25 | 14–27 | 6–10 | 82 |

### Conference
| Western Conference | Western Conference      | Western Conference | Western Conference | Western Conference | Western Conference | Western Conference |
| #                  | Squadra                 | V                  | S                  | V%                 | PR                 | PG                 |
| ------------------ | ----------------------- | ------------------ | ------------------ | ------------------ | ------------------ | ------------------ |
| 1                  | z – Phoenix Suns *      | 64                 | 18                 | .780               | –                  | 82                 |
| 2                  | y – Memphis Grizzlies * | 56                 | 26                 | .683               | 8,0                | 82                 |
| 3                  | x – G.S. Warriors       | 53                 | 29                 | .646               | 11,0               | 82                 |
| 4                  | x – Dallas Mavericks    | 52                 | 30                 | .634               | 12,0               | 82                 |
| 5                  | y – Utah Jazz *         | 49                 | 33                 | .598               | 15,0               | 82                 |
| 6                  | x – Denver Nuggets      | 48                 | 34                 | .585               | 16,0               | 82                 |
|                    |                         |                    |                    |                    |                    |                    |
| 7                  | x – Minnesota T'wolves  | 46                 | 36                 | .561               | 18,0               | 82                 |
| 8                  | pi – L.A. Clippers      | 42                 | 40                 | .512               | 22,0               | 82                 |
| 9                  | x – N.O. Pelicans       | 36                 | 46                 | .439               | 28,0               | 82                 |
| 10                 | pi – San Antonio Spurs  | 34                 | 48                 | .415               | 30,0               | 82                 |
|                    |                         |                    |                    |                    |                    |                    |
| 11                 | L.A. Lakers             | 33                 | 49                 | .402               | 31,0               | 82                 |
| 12                 | Sacramento Kings        | 30                 | 52                 | .366               | 34,0               | 82                 |
| 13                 | Portland T. Blazers     | 27                 | 55                 | .329               | 37,0               | 82                 |
| 14                 | Oklahoma Thunder        | 24                 | 58                 | .293               | 40,0               | 82                 |
| 15                 | Houston Rockets         | 20                 | 62                 | .244               | 44,0               | 82                 |

Note:
- z – Fattore campo per gli interi playoff
- c – Fattore campo per le finali di Conference
- y – Campione della division
- x – Qualificata ai playoff
- p – Qualificata ai play-in
- e – Eliminata dai playoff
- * – Leader della division